# LAN party

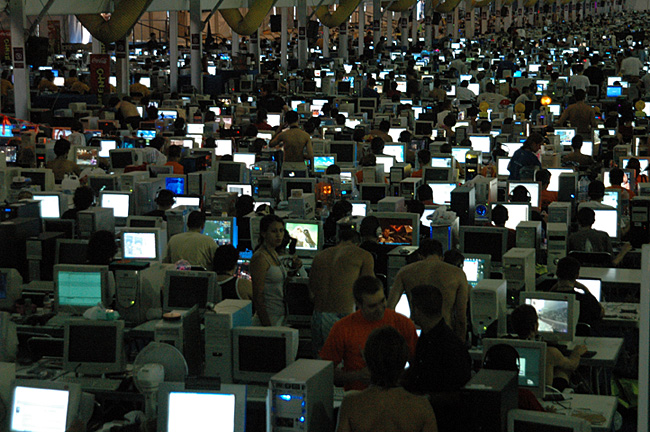
在西班牙舉行的Campus party

LAN party（區網派對）指的是由一群人暫時性、通常也是自發性的帶著他們的電腦，在一個地方將電腦以區域網路連結的聚會，這樣的聚會大部份是以玩多人網路遊戲為目的。
這樣的區域網路可大可小，從只有兩三個人到數千人都有。小型聚會可以自發性的舉辦。大型的聚會則需要有組織事前規劃與準備。
LAN party一詞有時會與網咖或遊戲場混淆。雖然所提供的服務很類似，但是LAN party通常是參加者要自備電腦（BYOC, Bring Your Own Computer），而非主辦者事先準備好電腦。

## 小型的LAN party
這樣的聚會有些是不同小團體間、或朋友間，在某人的家裡或借用學校場地舉辦。聚會通常只有簡單的準備工作，且時間從幾小時到幾天不等。

## 大型的LAN party
近些年来，LAN party成为一种新型的社交方式，在周末的时候，人们会聚集在较大的公共场所玩网络游戏和交友。这种新社交方式使得人们构建自己的社群很大程度上基于他们的游戏活动，就好像人们通过体育活动，兴趣爱好和其他娱乐消遣方式构建社交圈一样。
許多商業性團體在LAN party舉辦比賽，比賽項目通常是一些熱門的電腦遊戲，如雷神之錘、魔獸爭霸、戰慄時空等。且會頒獎給優勝者。獎品通常是一些電腦硬體，如超頻套件、機殼、風扇、顯示卡等。有些甚至以整部電腦當做獎品。
大型的LAN party通常還提供參加者食宿服務，也會有讓參加者自由參與的研討會、音樂會或演唱會等。有志愿者或雇用專人提供服務，用餐服務大多以自助式吧台方式提供。網路連線也會以專業級的設備提供。
遊戲族通常以組隊的方式，在LAN party與其他參賽者或隊伍進行比賽。而機殼改裝及超頻愛好者也會利用這場合展示他們的大作，利用此機會互相切磋學習。但也有極少數的參與者利用此場合互相交流違反版權的軟體、音樂、電影等。有些LAN party還會在會場自行架設P2P的伺服器。
LAN party並不限於電腦，例如微軟出品的Xbox，提供了區網連線的功能，因此也有些LAN party是由玩Xbox的玩家帶著自己的Xbox舉辦。

## LAN party的風氣
LAN party在歐洲及北美洲比較盛行，有許多大型的LAN party，例如瑞典的DreamHack及葡萄牙的Minho Campus Party，參加者多達數千人，需要以很大的場地以及充足的後勤支援才能舉辦。
但在亞洲則鲜有LAN party的舉辦，原因通常是網咖林立、且搬電腦設備需要有車輛載運，在地小人稠的地方並不方便。雖然亞洲國家常會舉辦電腦遊戲比賽，但為了公平起見，電腦通常由主辦單位提供，比賽者只可自己準備鍵盤與滑鼠（以符合自己的操作習慣）。
台灣則有像是WirForce這樣的LAN party活動。

## 外部連結
- World Wide Championship of LAN-Gaming （页面存档备份，存于） (WWCL)
- The Gathering （页面存档备份，存于），demo party
- Lan Addict （页面存档备份，存于），LAN resources, forums